# Eigil Thorell
Hans Egil Lennart "Eigil" Thorell, född 13 november 1933 i Sandviken, död där 6 juli 2010, var en svensk grafiker och tecknare
Thorell var som tecknare autodidakt och började teckna konstnärligt under gymnasieåren. Han har bedrev senare självstudier i bland annat Spanien 1953. Tillsammans med Hans Hedenström ställde han ut i Sandviken 1953 och han medverkade i samlingsutställningar med Gävleborgs konstförening. Hans konst består av människor och landskapsskildringar utförda i kol, tusch, lavering och illustrationer.